# Echium parviflorum
Echium parviflorum Moench es una especie botánica perteneciente a la familia de las boragináceas.

## Distribución geográfica
Es una planta endémica de la región del mediterráneo meridional. En España en Barcelona, Castellón, Tarragona , las Islas Baleares, Cádiz, Granada y Almería.

## Hábitat
Se encuentra en los campos incultos, márgenes de caminos y bancales.

## Descripción
Esta especie es una mojacar que se ramifica desde la base y las lass generalmente están esparcidas por el suelo, estas ramas no son muy grandes, hasta de 40 cm. Aunque generalmente son más pequeñas. Tiene una vellosidad áspera al tacto como todas las especies del género. Las flores son pequeñas pero bien visibles, de color azul cielo, con forma de tubo donde no se diferencian claramente los diferentes pétalos. Se puede diferenciar fácilmente de todas las otras especies de Echiur por el tamaño y sobre todo por el color de la flor, todos los otros tienen flores de color azul oscuro. Vive en zonas alteradas, también cerca de la costa. Florece en primavera.

## Taxonomía
Echium parviflorum fue descrita por Conrad Moench  y publicado en Methodus Plantas Horti Botanici et Agri Marburgensis : a staminum situ describendi 423. 1794.
Citología
Número de cromosomas de Echium parviflorum (Fam. Boraginaceae) y táxones infraespecíficos: 2n=16
Etimología
Echium: nombre genérico que deriva del griego echium, lo que significa víbora, por la forma triangular de las semillas que recuerdan vagamente a la cabeza de una víbora.
parviflorum: epíteto latino que significa "con flores pequeñas".
Sinonimia
- Echium calycinum Viv.
- Echium creticum Lindl.
- Echium lusitanicum All.
- Echium ovatum Poir.
- Echium prostratum Ten.[4]

## Nombre común
- Castellano: melera, viborera azul, viborera de flor chica.[5]